# Henny Porten

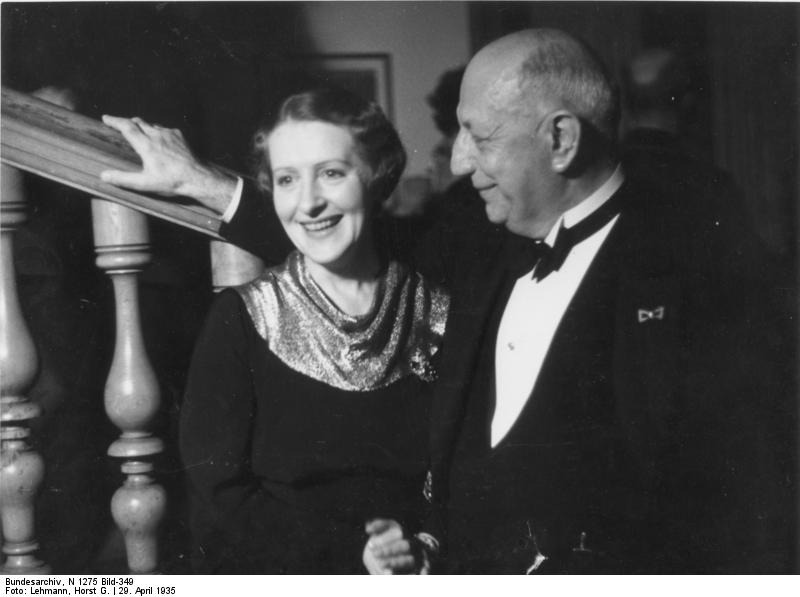
Henny Porten met Oskar Messter, 1935

Henny Frieda Ulricke Porten (Maagdenburg, 7 januari 1890 – Berlijn, 15 oktober 1960) was een Duitse actrice en een diva van de Duitse stomme film.

## Biografie
In het jaar voor haar geboorte trok de familie Porten, die oorspronkelijk uit Schweich aan de Moezel afkomstig was, van Maagdenburg naar het Ruhrgebied. Haar vader Franz Porten had in Dortmund de leiding van de Stadsschouwburg overgenomen nadat hij als operazanger in Maagdenburg had opgetreden. In 1895 verhuisde het gezin naar Berlijn, waar Henny Porten naar school ging.
Door haar vaders vriendschap met filmproducent Oscar Messter speelde zij in 1906 haar eerste filmrol onder de regie van haar vader in Meißner Porzellan. In 1911 werd naar het draaiboek van haar zuster Rosa Porten de eerste film Das Liebesglück der Blinden met een samenhangende plot opgenomen. Gedurende de jaren 1910 was zij met films bezig en werd als eerste Duitse filmster actief naast de Deense actrice Asta Nielsen.
In oktober 1912 trouwde ze met de acteur en regisseur Curt A. Stark, die films met haar als hoofdrolspeelster produceerde. Stark sneuvelde in 1916 tijdens de Eerste Wereldoorlog. In 1919 speelde ze in een verfilming van Gerhart Hauptmanns drama Rose Bernd. Ze werkte vervolgens met beroemde regisseurs en acteurs, zoals Ernst Lubitsch en Emil Jannings, en in 1920 in Anna Boleyn en in hetzelfde jaar in Kohlhiesels Töchter. In 1921 maakt zij met Ewald Andre Dupont Die Geier-wally, met Leopold Jessner Hintertreppe, en in 1923 speelde zij met Werner Krauss in INRI van Robert Wiene.
Henny Porten richtte in 1919 haar eigen filmproductiebedrijf op dat in 1924 met de firma Carl Froelich werd samengevoegd. De toonfilm werd aanvankelijk met veel scepsis ontmoet, maar kreeg in 1930 met de film Skandal um Eva haar succesvolle debuut.
In juni 1921 trouwde ze met haar tweede man, de joodse arts Wilhelm von Kaufmann-Asser (1888-1959), destijds hoofd van het Wiggers Sanatorium, in Garmisch-Partenkirchen. Hij hielp vanaf dit jaar met de productie van haar films. In 1933 weigerde ze van haar Joodse man te scheiden en werd daarom door de nationaalsocialisten geboycot. Toch maakte ze nog tijdens de periode van het nationaalsocialisme dankzij steun van Albert Göring negen - artistiek onbelangrijke - films. Na de oorlog werd Porten voor de Oost-Duitse filmproducent DEFA (Deutsche Film AG) actief.
In 1960 ontving zij het Grootkruis van Verdienstordens der Bundesrepublik Deutschland. In het huis waar Henny Porten opgroeide in de Albrecht Strasse 40 in Berlin-Steglitz is te harer ere een plaquette aangebracht. Ze woonde ook vele jaren in het huis Kurfürstenstrasse 58, bij de Tiergarten, het huidige Café Einstein Stammhaus. Haar eregraf ligt op het Kaiser-Wilhelm-Gedächtnis-Friedhof aan de Fürstenbrunner Weg 69–79 in Charlottenburg. Haar geboortestad Maagdenburg vernoemde de Henny-Porten-Straße naar haar.

## Filmografie
- 1906: Meißner Porzellan (eerste rol)
- 1906: Apachentanz
- 1911: Das Liebesglück der Blinden
- 1911: Tragödie eines Streiks
- 1912: Jung und alt
- 1912: Der Schatten des Meeres
- 1912: Um Haaresbreite
- 1912: Die Toten schweigen
- 1913: Des Pfarrers Töchterlein
- 1913: Erloschenes Licht
- 1913: Eva
- 1913: Ihr guter Ruf
- 1913: Der Feind im Land
- 1913: Komtesse Ursel
- 1913: Der wankende Glaube
- 1914: Ihre Hoheit
- 1914: Gretchen Wendland
- 1914: Bergnacht
- 1914: Die große Sünderin
- 1914: Das Tal des Traumes
- 1914: Nordlandrose
- 1914: Alexandra
- 1915: Der Sieg des Herzens
- 1915: Die Wellen schweigen
- 1915: Nur nicht heiraten
- 1915: Auf der Alm, da gibt’s ka Sünd
- 1915: Märtyrerin der Liebe
- 1915: Das Schicksal der Gabriele Stark
- 1916: Abseits vom Glück
- 1916: Gelöste Ketten
- 1916: Ihr bester Schuß
- 1916: Der Liebesbrief der Königin
- 1916: Der Ruf der Liebe
- 1916: Der Schirm mit dem Schwan
- 1916: Das wandernde Licht
- 1916: Die Räuberbraut
- 1917: Die Claudi vom Geiserhof
- 1917: Die Faust des Riesen
- 1917: Feenhände
- 1917: Gefangene Seele
- 1917: Höhenluft
- 1917: Die Ehe der Luise Rohrbach
- 1917: Die Prinzessin von Neutralien
- 1917: Christa Hartungen
- 1918: Gräfin Küchenfee
- 1918: Edelsteine
- 1918: Das Geschlecht derer von Ringwall
- 1918: Die blaue Laterne
- 1918: Agnes Arnau und ihre drei Freier
- 1918: Das Maskenfest des Lebens
- 1918: Die Heimkehr des Odysseus
- 1918: Die Sieger
- 1918: Auf Probe gestellt
- 1919: Die Dame, der Teufel und die Probiermamsell
- 1919: Die lebende Tote
- 1919: Irrungen
- 1919: Ihr Sport
- 1919: Die Fahrt ins Blaue
- 1919: Die beiden Gatten der Frau Ruth
- 1919: Die Schuld
- 1919: Rose Bernd
- 1920: Monica Vogelsang
- 1920: Kohlhiesels Töchter
- 1920: Anna Boleyn
- 1921: Die Geierwally
- 1921: Hintertreppe
- 1922: Frauenopfer
- 1922: Sie und die Drei
- 1923: Inge Larsen
- 1923: Der Kaufmann von Venedig
- 1923: Die Liebe einer Königin
- 1923: Das alte Gesetz
- 1923: I.N.R.I.
- 1923: Das Geheimnis von Brinkenhof
- 1924: Mutter und Kind
- 1924: Prater
- 1924: Gräfin Donelli
- 1924: Das goldene Kalb
- 1925: Kammermusik
- 1925: Das Abenteuer der Sybille Brant
- 1926: Rosen aus dem Süden
- 1926: Wehe, wenn sie losgelassen
- 1926: Die Flammen lügen
- 1927: Meine Tante – deine Tante
- 1927: Violantha
- 1927: Die große Pause
- 1928: Liebe und Diebe
- 1928: Liebe im Kuhstall
- 1928: Lotte
- 1928: Zuflucht
- 1929: Die Frau, die jeder liebt, bist Du!
- 1929: Mutterliebe
- 1929: Die Herrin und ihr Knecht
- 1930: Skandal um Eva
- 1930: Kohlhiesels Töchter (geluidsfilm)
- 1931: 24 Stunden aus dem Leben einer Frau
- 1931: Luise, Königin von Preußen
- 1934: Mutter und Kind
- 1935: Krach im Hinterhaus
- 1938: War es der im 3. Stock?
- 1941: Komödianten
- 1943: Symphonie eines Lebens
- 1943: Wenn der junge Wein blüht
- 1944: Neigungsehe
- 1944: Familie Buchholz
- 1950: Absender unbekannt
- 1954: Carola Lamberti – Eine vom Zirkus
- 1955: Das Fräulein von Scuderi
- 1958: Das gab’s nur einmal (compilatiefilm, bestaande uit oude clips uit Porten-films)

## Televisie (selectie)
- 1957: Kinder, wie die Zeit vergeht
- 1957: Als die Leinwand sprechen lernte
- 1957: Was war hier los?